# Парадокс лотереи
Парадокс лотереи, сформулированный профессором Рочестерского университета Генри Кайбергом, возникает из рассмотрения шансов выигрыша в лотерею, в которой разыгрывается, например, 1000 лотерейных билетов, из которых один является выигрышным. Предположим, что событие весьма вероятно тогда, когда его вероятность больше 0,99. На этом основании рациональным представляется предположение, что первый билет этой лотереи не выиграет. Точно также рационально признать, что и второй билет также не выиграет, третий билет также не выиграет и т. д. вплоть до 1000-го билета, что равносильно признанию, что ни один билет не выиграет. Таким образом, мы приходим к противоречию: один билет лотереи обязательно должен выиграть, и в то же время никакой билет лотереи не может выиграть.

## Разрешение парадокса
Парадокс лотереи является софизмом, поскольку содержит ошибку в рассуждениях. В ходе рассуждений, что первый билет лотереи не выиграет, второй билет лотереи тоже не выиграет, … , n-й билет лотереи тоже не выиграет, употребление слова тоже неправомерно, поскольку каждый из этих выводов делается независимо для каждого билета. Таким образом, вероятность того, что именно этот билет не выиграет, больше 0,99 только для этого одного билета, но не для нескольких билетов сразу. А в случае, когда мы рассматриваем сразу несколько билетов (и тем более — сразу все билеты, один из которых выигрышный), то вероятность того, что они все окажутся невыигрышными, снижается, а вероятность выигрыша одного из них повышается в тем большей степени, чем больше билетов мы рассматриваем.
Как только мы исправляем эту ошибку, то заключительный вывод: «1000-й билет лотереи не выиграет» уже не будет равносилен тому, что ни один билет лотереи не выиграет.
Парадокс лотереи демонстрирует противоречивость трех распространённых принципов рационального принятия решений:
- рационально принимать предположение, которое, по вашему мнению, весьма вероятно является истиной;
- не рационально принимать предположение, которое, по вашему мнению, является противоречивым;
- если рационально принимать предположение A, и рационально принимать предположение В, то тогда рационально принимать оба этих предположения вместе, даже в случае их противоречия друг другу.

## История парадокса
Первая публикация о парадоксе лотереи была в 1961 году в статье Г. Кайберга Probability and the Logic of Rational Belief, хотя первая формулировка парадокса появляется в работе «Вероятность и случайность», представленной в 1959 году на заседании Ассоциации символической логики, и в 1960 году на международном конгрессе по истории и философии науки, но опубликованной в журнале Theoria в 1963 году.